# 클레롤

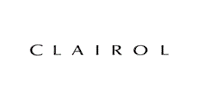

클레롤(Clairol)은 헤어 컬러링과 헤어 케어를 전문으로 하는 기업 웰라의 미국의 개인 생활용품 부서이다. 클레롤은 프랑스를 여행하던 중 헤어 컬러링 준비 물품을 발견한 이후 1931년 미국인 Joan Gelb와 그녀의 남편 Lawrence M. Gelb, 그리고 비즈니스 파트너이자 오랜 친구 제임스 로에모에 의해 설립되었다. 이 기업은 미국에서 1956년 선보인 헤어컬러링 키트 미스 클레롤(Miss Clairol)이라는 이름으로 유명해졌다.